# Massacres de Macédonie
Massacres de Macédonie è un cortometraggio del 1903 diretto da Lucien Nonguet.